# Becket (Massachusetts)
Becket es un pueblo ubicado en el condado de Berkshire en el estado estadounidense de Massachusetts. En el Censo de 2010 tenía una población de 1.779 habitantes y una densidad poblacional de 14,37 personas por km².

## Geografía
Becket se encuentra ubicado en las coordenadas 42°17′42″N 73°5′19″O / 42.29500, -73.08861. Según la Oficina del Censo de los Estados Unidos, Becket tiene una superficie total de 123.77 km², de la cual 119.29 km² corresponden a tierra firme y (3.62%) 4.48 km² es agua.

## Demografía
Según el censo de 2010, había 1.779 personas residiendo en Becket. La densidad de población era de 14,37 hab./km². De los 1.779 habitantes, Becket estaba compuesto por el 96.63% blancos, el 0.62% eran afroamericanos, el 0.28% eran amerindios, el 0.45% eran asiáticos, el 0% eran isleños del Pacífico, el 0.9% eran de otras razas y el 1.12% pertenecían a dos o más razas. Del total de la población el 1.85% eran hispanos o latinos de cualquier raza.